# Helictopleurus neoamplicollis
Helictopleurus neoamplicollis är en skalbaggsart som beskrevs av Frank-Thorsten Krell 2000. Helictopleurus neoamplicollis ingår i släktet Helictopleurus och familjen bladhorningar. Inga underarter finns listade i Catalogue of Life.